# Schlierbach (Badenia-Wirtembergia)
Schlierbach – miejscowość i gmina w Niemczech, w kraju związkowym Badenia-Wirtembergia, w rejencji Stuttgart, w regionie Stuttgart, w powiecie Göppingen, wchodzi w skład wspólnoty administracyjnej Ebersbach an der Fils. Leży ok. 10 km na południowy zachód od Göppingen, przy drodze krajowej B297.

## Współpraca
Miejscowość partnerska:
- Ouffet, Belgia